# Вибори на окупованих територіях Донецької області (2014)
«Вибори» на територіях, що контролювалися терористичним угрупованням ДНР, проведені всупереч законодавству України в неділю, 2 листопада 2014 року. Проведено вибори до так званої Народної ради ДНР і вибори «голови ДНР».
До народної ради за пропорційною виборчою системою «обрано» 100 депутатів на чотири роки. Більшість (68 мандатів) здобула «Донецька республіка» Захарченка.
На виборах «голови ДНР» переміг Олександр Захарченко — прем'єр-міністр самопроголошеної держави.

## Реєстрація списків кандидатів
У парламентських виборах брало участь усього дві політичні сили — «Донецька республіка» (рос. Донецкая республика) і «Вільний Донбас» (Свободный Донбасс).
Комуністичній партії, а також партії Павла Губарєва «Новоросія» ЦВК ДНР відмовила в реєстрації, оскільки обидві ці партії вчасно не повідомили ЦВК про проведення конференції, а в списку комуністів надані недостовірні дані про кандидатів.

## Перебіг голосування

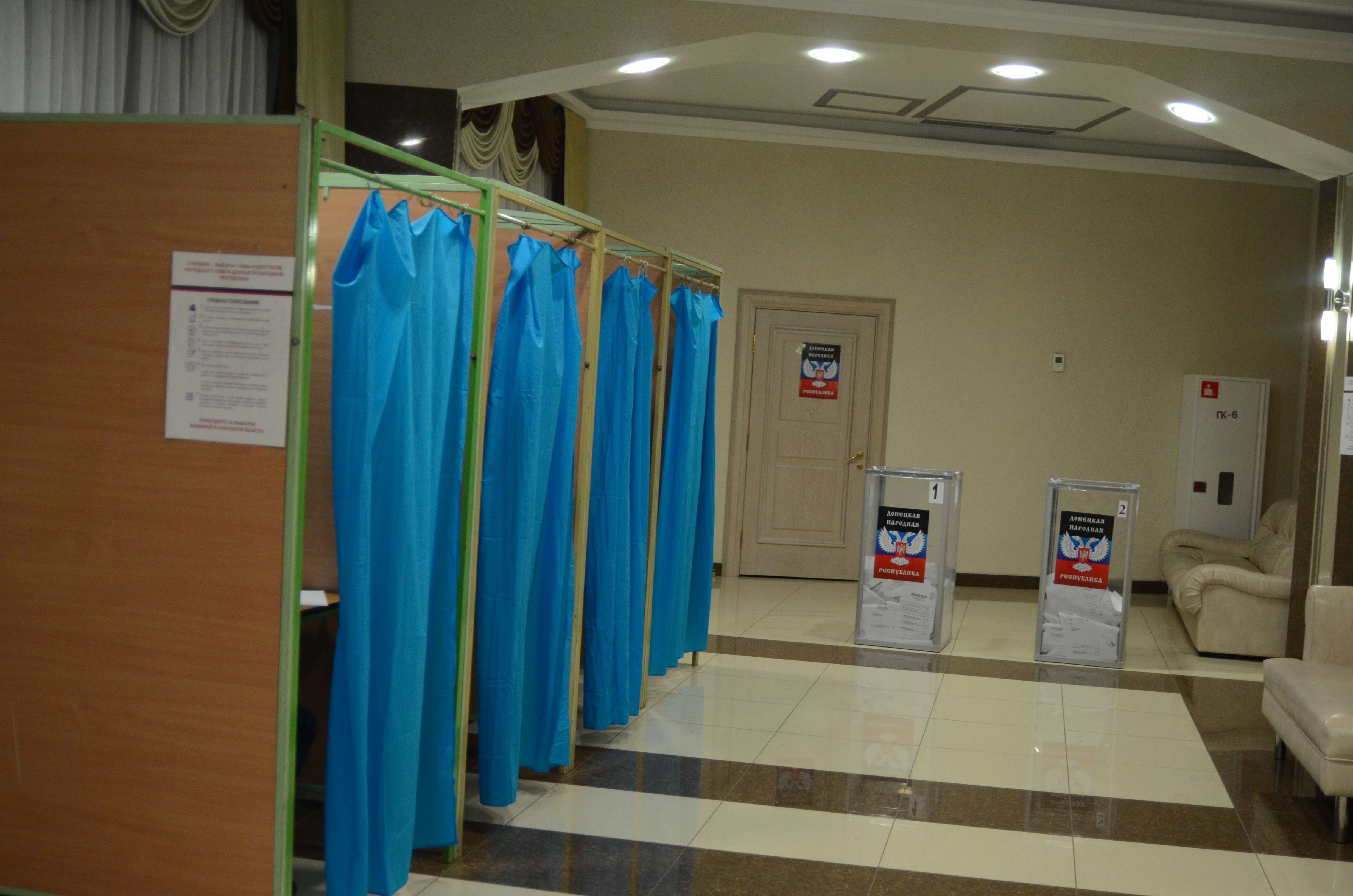
Виборча дільниця у день виборів

Кореспондент «Daily Telegraph» Роланда Оллфанта перебувала у Донецьку й розповідала, що в день псевдоголосування на вулицях несподівано з'явилися базари й кіоски з дешевими овочами й фруктами — ймовірно, щоб привабити виборців.
На дільницях не було іноземних спостерігачів і виборчих списків, а голосувати можна було, показавши паспорт.
Працювали 353 територіальні виборчі комісії. Голосування відбувалося від 8:00 до 20:00 за місцевим часом (від 7:00 до 19:00 за київським).

## Результати
Голова «центральної виборчої комісії ДНР» Роман Лягін оголосив результати вже зранку в понеділок, 3 листопада.
Кількість виборців, яка була внесена в список на момент закінчення голосування, склала 1 012 682 особи. Територіальні виборчі комісії отримали 1 379 677 бюлетенів. Дистанційно та поштою видали виборцям 104 540 бюлетенів, а в приміщеннях для голосування виборці отримали 761 075 бюлетенів. Кількість бюлетенів, виданих виборцям не в приміщеннях для голосування, — 147 068.
За допомогою електронного голосування отримано 98477 бюлетенів. Недійсними визнано 43 039 бюлетенів. Дійсними бюлетенями визнані 969 644 шт.
За список громадського руху «Донецька республіка» проголосували 662 752 виборці. Громадський рух «Вільний Донбас» підтримали 306 892 виборці. У відсотковому відношенні: «Донецька республіка» — 68,35 %, «Вільний Донбас» — 31,65 %.
На виборах Голови ДНР Олександр Захарченко отримав 765 340 голосів, Олександр Кофман — 111 024 голоси, а за третього кандидата на цей пост — Юрія Сивоконенка — проголосували 93 280 виборців. У відсотковому відношенні: Захарченко — 78,93 %, Кофман — 11,45 %, Сивоконенко — 9,62 % виборців.